# Le Portrait (Weinberg)
Pour les articles homonymes, voir Le Portrait.
Le Portrait (russe : Портрет) est un opéra en un acte et huit scènes de Mieczyslaw Weinberg sur un livret d'Alexandre Medvedev d'après la nouvelle Le Portrait de Nikolaï Gogol. 
Composé en 1980, il est créé le 20 mai 1983 au Théâtre national de Brno. L'ouvrage est rejoué en 1992 par l'Opéra de chambre de Moscou, en 2010 au festival de Bregenz, en avril 2011 à Nancy par l'Orchestre national de Lorraine, en décembre 2013 à Poznan. 

## Distribution
- Chartkov, peintre, ténor
- Nikita, son valet, baryton
- Un journaliste, baryton
- Le lanternier, ténor
- Professeur de peinture, baryton
- Directeur de galerie d'art, basse
- Aristocrate, baryton
- Chef de district, basse
- Femme au marché, soprano
- Premier marchand/ premier client, ténor
- Second marchand/ second client, ténor
- Troisième marchand, basse
- Dame élégante, mezzo-soprano
- Lisa, sa fille, soprano
- Aristocrate, ténor

## Argument
Un peintre désargenté trouve de la peinture magique, ce qui lui pose un dilemme : soit tracer sa propre voie d'artiste fondée sur son seul talent, soit s'aider de cette peinture magique pour devenir riche et célèbre. Il choisit de devenir riche et célèbre, mais au bout d'un certain temps se rend compte qu'il a fait le mauvais choix.